# اوپینا
اوپینا (به لاتین: Upyna) یک شهرک در لیتوانی است که در شهرستان تاوراگه واقع شده‌است. اوپینا ۳۷۵ نفر جمعیت دارد.